# Rick Lahaye
Rick Lahaye (9 december 1983) is een Nederlandse schaker. Ook is hij spreker op het gebied van kunstmatige intelligentie en was in 2018 oprichter van het bedrijf ChessAnalytics dat leerprogramma's aanbiedt op schaakgebied.

## Schaakcarrière
- In 2004 won Lahaye het 64e Daniël Noteboom-toernooi in Leiden.
- Op 2 april 2005 won Rick de open Schaakmarathon van Spijkenisse met 14.5 punt uit 15 wedstrijden. Er waren 60 deelnemers. Zijn clubgenote Desiree Hamelink deelde samen met Chiel van Oosterom de tweede plaats.
- Op 22 oktober 2005 won Lahaye met 6 uit 7 het 20e open schaakkampioenschap van Spijkenisse.
- In 2018 werd hij, met 6 pt. uit 9, gedeeld 5e–10e op het Groningen Open toernooi.
- Lahaye behaalde een IM-norm bij het Batavia Schaaktoernooi 2019.[3]
- Sinds 2020 schaakt hij bij sv Spijkenisse.[2]
- In 2022 werd Lahaye Open Nederlands kampioen schaken.
- In 2023 won Lahaye het Goirles Weekend Kampioenschap en de Amsterdam Chess Open.[4][5]

## Boek
- Grenzen verleggen, met Thomas Waanders; uitgever: Topsport Community, 2016, 271 pagina's[6]